# Augusto Bucchia
Augusto Bucchia (Breganze, 1844 – Vicenza, 1912) è stato un generale, politico e docente italiano, noto per essere stato il terzo presidente del Vicenza Calcio dal 1908 al 1911 e sindaco della città di Vicenza nel 1908.

## Biografia
Augusto Bucchia nacque in provincia di Vicenza. Frequentò l'Accademia Militare del Genio, ottenendo nel 1863 il grado di sottotenente.
Partecipò alla Terza guerra d'indipendenza italiana. In seguito ricevette l'incarico di docenza presso la Scuola d'Applicazione d'Artiglieria e del Genio di Torino.
Nel 1892 venne promosso colonnello e maggior generale e incaricato alla Direzione del Genio Militare di Bari, Venezia e Verona.
Nel gennaio 1908, a seguito delle dimissioni di Antonio Libero Scarpa, in mancanza di altre persone di spicco nell'ambito dello sport vicentino, Augusto Bucchia venne eletto come nuovo presidente del Vicenza Calcio dall'assemblea dei soci.
Sempre nel 1908 Augusto Bucchia fu sindaco della città berica succedendo a Giuseppe Roi. Bucchia fu primo cittadino per un anno, al termine del suo mandato venne eletto Angelo Valmarana.
Durante la presidenza di Augusto Bucchia nella società biancorossa, nell'annata 1910-1911 il Vicenza vinse il Campionato Veneto-Emiliano giungendo alla finalissima scudetto contro la Pro Vercelli.
Nel giugno 1911 vi fu un importante cambiamento ai vertici societari del Vicenza Calcio. Per motivi di salute il Generale Augusto Bucchia presentò le dimissioni da presidente. Il suo successore fu l'Ingegner Virginio Tonini, padre dei tre calciatori biancorossi Angelo, Adolfo e Giuseppe. Bucchia morì l'anno successivo all'età di 68 anni.